# Candida Rosa

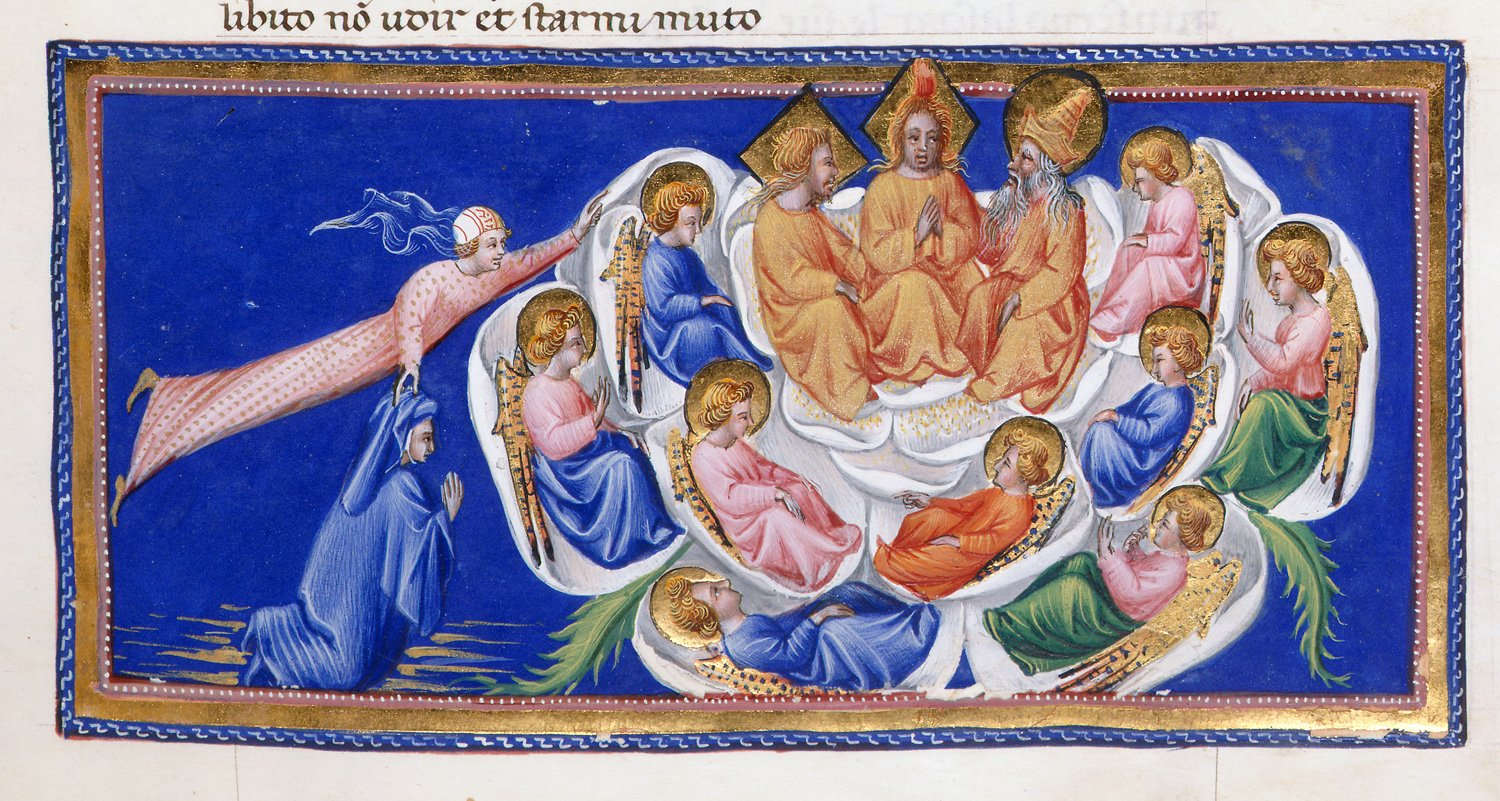
La Candida Rosa dei beati secondo Giovanni di Paolo

La Candida Rosa è il luogo dove risiedono le anime nel Paradiso costruito da Dante:
(Paradiso - Canto trentunesimo, vv. 1-3)
 Si tratta di una sorta di anfiteatro dotato di sedili a forma di rosa, dove siedono le anime del Paradiso che sono candide; esse sono fatte di pura luce, simbolo di beatitudine divina, tanto che è quasi difficile riconoscerne i tratti.

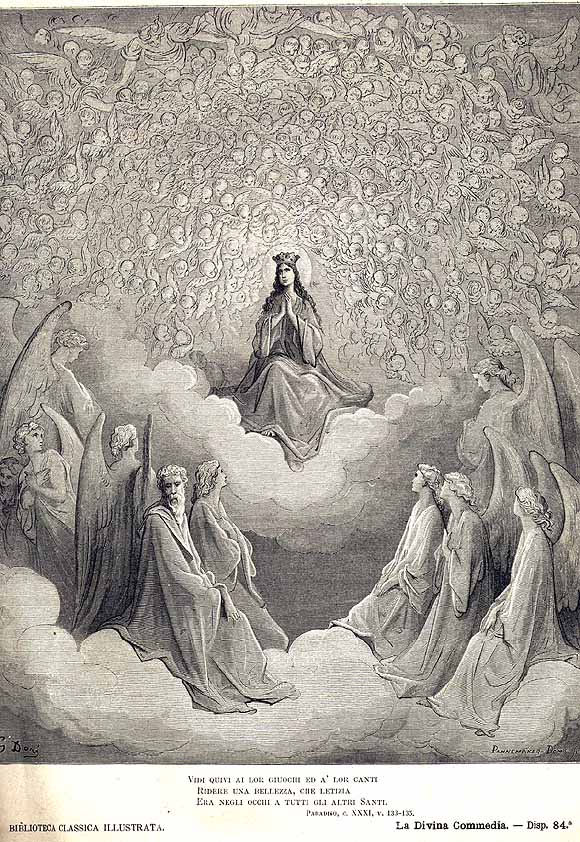
Maria Vergine al centro della Candida Rosa, illustrazione di Gustave Doré

Le anime qui sono disposte in due gruppi: quelle che in vita credettero in Cristo Venturo, e quelle che in vita credettero in Cristo Venuto. Nel XXXII Canto del Paradiso, l'ultima guida di Dante, Bernardo di Chiaravalle, spiega che al centro della Rosa risiede la Vergine Maria il cui fascio di luce è più forte di quello di tutte le altre anime. Vicino a lei siedono i beati di fama più grande fra i quali san Francesco d'Assisi, sant'Agostino di Ippona e san Benedetto da Norcia. Nella parte superiore della Candida Rosa i beati sono divisi in due parti uguali: una composta dalle anime che si sono salvate per volontà propria, dall'altra vi sono le anime dei bambini o di quelli che non sono riusciti a raggiungere l'età della ragione. Nel XXXIII canto, 
San Bernardo, nuova guida di Dante, innalza una preghiera alla Vergine Maria per chiederle di permettere che Dante possa vedere Dio. Tutti i beati invocano la Vergine affinché conceda a Dante la grazia. Dante può così comprendere i misteri divini e, con il raptus mistico finale, si conclude la Divina Commedia.